# Kultbuch
In einem Kultbuch wird das Lebensgefühl einer speziellen (meist jugendlichen) Gruppe besonders eindringlich widergespiegelt und von dieser Gruppe jeweils sehr geschätzt.
Der Begriff hat sich in den 1970er Jahren im (west)deutschen Sprachgebrauch herausgebildet und ist die analoge Bildung zum Kultfilm. Kultbücher gelten als unverwechselbare Werke, sind auf eine bestimmte Leserschaft ausgerichtet und können zu Bestsellern werden. Sie dienen den Eingeweihten als Erkennungsmerkmal („Du liest auch Michael Holzach?“) und nehmen sich häufig unkonventioneller bzw. rebellischer Themen an.
In der deutschen Sturm-und-Drang-Epoche entwickelte sich Goethes Die Leiden des jungen Werthers zu einem Kultroman „avant la lettre“. Der Steppenwolf von Hermann Hesse oder Per Anhalter durch die Galaxis von Douglas Adams sind weitere Beispiele für Werke, die verschiedentlich als Kultbücher bezeichnet wurden.